# Pachylister ceylanus
Pachylister ceylanus är en skalbaggsart som först beskrevs av Sylvain Auguste de Marseul 1861.  Pachylister ceylanus ingår i släktet Pachylister och familjen stumpbaggar.

## Underarter
Arten delas in i följande underarter:
- P. c. ceylanus
- P. c. pygidialis